# Kjell Perder
Kjell Lennarth Perder, född 3 september 1954 i Tjärstads församling, Östergötlands län, är en svensk tonsättare av modern klassisk musik (konstmusik). 
Perder har undervisat vid flera av Sveriges musikhögskolor men är från 1996 huvudsakligen verksam som frilansande tonsättare. Hans verk har spelats i tjugotalet länder i fyra världsdelar och han har vunnit flera priser. Bland verken finns opera, oratorisk musik, körverk, kammarmusik och orkesternusik.
Han är son till pastor Sigurd Perder och författare Inga Perder.

## Verk i urval
- Prinsessan Erik/Princess Eric, barnopera med jämställdhetsperspektiv med libretto av Märit Bergvall (2011)
- Berget, en opera som beställdes av Sveriges Radio (1994) Hedersomnämnande i Prix Italia, radioklassen 1995
- Långt bortom..., för blandad kör a cappella (1993)  1:a pris i Skinnskattebergs körstämmas kompositionstävling (Gehrmans musikförlag)
- Canto erotico (1995) för baryton och piano (utgiven på CD:n Mirrors, Grammisnominerad 2001)
- Broder Kain, helaftonsopera beställd av Kungl Operan i Stockholm
- Reclaim the rhythm, för symfoniorkester (Uruppförande 2005, på Stockholms konserthus med Stockholms filharmoniska orkester, dirigent Petter Sundqvist) Gehrmans musikförlag
- Missa in media vita, konsertmässa för fyra soli, recitatör, körer och orkester (1997)
- Ichtus (2007) för två soli, kör och orkester
- Libera me (ur klimatoperan Earth and wind) 2009 Uttagen till ISCM World New Music Festival i Vancouver Kanada 2017, Cantando Musikkforlag
- Hög Visa, kärleksduett för sopran, mezzosopran och stråkensemble (2011)
- Our Last Words för kör och fyra pilgrimsstavar (2017) text: dödsdömda fångars sista ord
- Befria de förtryckta! för kör a cappella (2017) Gehrmans musikförlag